# Isturgia cretacea
Isturgia cretacea är en fjärilsart som beskrevs av Otto Staudinger 1892. Isturgia cretacea ingår i släktet Isturgia och familjen mätare. Inga underarter finns listade i Catalogue of Life.